# クーヴェルチュール (競走馬)
クーヴェルチュール（欧字名:Couverture、2004年2月14日 - ）は、日本の競走馬、繁殖牝馬。 主な勝ち鞍に2007年のキーンランドカップ。

## デビュー前
2004年2月14日北海道浦河町の富菜牧場にて誕生。父ブラックホークは、マイルとスプリントG12勝、種牡馬入りして2年目の産駒。母、ヒカリクリスタルは地方競馬のダートで活躍、重賞ゴールドティアラを制しており、繁殖牝馬では2004年の京成杯勝ち馬スキップジャックを輩出した。しかし、本馬を出産した後の種付け時の転落事故にて予後不良と診断され、安楽死となった。結局、本馬がヒカリクリスタルが出産したラストクロップであり、唯一の牝馬となった。なお幼名は誕生日がバレンタインデーにちなみ「チョコちゃん」と呼ばれ、競走馬名もそれにちなみクーヴェルチュールと名付けられた。生まれた時から知能が高く気性難、さらに母親の事故死の影響で人間に対するトラウマを抱くようになり、預託先の育成牧場に預けられた際も気性の激しさから、富菜牧場関係者曰く競走馬としてデビューできないのではないのかと思われていた。

## 競走馬時代
2006年6月18日、福島競馬場の新馬戦でデビューし、1着。新潟競馬場に転戦してのマリーゴールド賞は4着に終わったが、続く札幌競馬場での500万下条件戦で2勝目を挙げる。次走、オープン特別のすずらん賞では1位入線も道中で2頭の進路を妨害したことにより10着に降着。福島2歳ステークスではハナ差で勝利するが、年末のフェアリーステークスでは1番人気も10着に終わった。
翌2007年、当初は牝馬クラシックに進むが、フィリーズレビュー5着、桜花賞では12着と良いところなくクラシック戦線からは離脱。休養ののち出走のバーデンバーデンカップは、初の古馬との対戦ながら接戦をものにした。続くアイビスサマーダッシュで3着に入ると、横山典弘との新コンビとなったキーンランドカップは先行して直線で抜け出し重賞初勝利、父ブラックホークにとっても、産駒の中央競馬における重賞初勝利となった。しかし、秋以降は福島民友カップ2着以外は良績を挙げるに至らず、2009年4月15日に登録を抹消して引退、故郷の富菜牧場で繁殖入りとなった。

## 競走成績
以下の内容は、JBISサーチおよびnetkeiba.comに基づく。
| 年月日     | 競馬場 | 競走名                 | 格     | 距離（馬場）  | 頭数 | 枠番 | 馬番 | オッズ（人気） | 着順 | タイム （上り3F） | 着差     | 騎手     | 斤量 [kg] | 勝ち馬/（2着馬）       |
| ---------- | ------ | ---------------------- | ------ | ------------- | ---- | ---- | ---- | -------------- | ---- | ----------------- | -------- | -------- | --------- | ---------------------- |
| 2006.06.18 | 福島   | 2歳新馬                |        | 芝1200m（良） | 12   | 5    | 6    | 002.20（1人）  | 01着 | 1:10.2 (35.7)     | -0.2     | 後藤浩輝 | 54        | （マイネヴェロナ）     |
| 0000.07.22 | 新潟   | マリーゴールド賞       | OP     | 芝1400m（良） | 10   | 3    | 3    | 016.60（6人）  | 04着 | 1:22.9 (36.7)     | -0.7     | 後藤浩輝 | 54        | ハロースピード         |
| 0000.09.16 | 札幌   | 2歳500万下             |        | 芝1200m（良） | 13   | 7    | 10   | 003.00（2人）  | 01着 | 1:09.6 (35.1)     | -0.4     | 塚田祥雄 | 52        | （アドマイヤプルート） |
| 0000.10.01 | 札幌   | すずらん賞             | OP     | 芝1200m（良） | 11   | 2    | 2    | 001.50（1人）  | 10着 | 1:10.2 (35.9)     | （降着） | 塚田祥雄 | 55        | ベリーベリナイス       |
| 0000.11.05 | 福島   | 福島2歳S               | OP     | 芝1200m（良） | 15   | 7    | 12   | 002.20（1人）  | 01着 | 1:09.3 (35.9)     | -0.0     | 中舘英二 | 55        | （アルシラート）       |
| 0000.12.17 | 中山   | フェアリーS            | GIII   | 芝1200m（良） | 16   | 8    | 15   | 003.00（1人）  | 10着 | 1:10.5 (36.4)     | -1.1     | 後藤浩輝 | 54        | アポロティアラ         |
| 2007.03.11 | 阪神   | フィリーズレビュー     | JpnII  | 芝1400m（良） | 16   | 6    | 11   | 045.80（8人）  | 05着 | 1:22.4 (35.4)     | -0.6     | 福永祐一 | 54        | アストンマーチャン     |
| 0000.04.08 | 阪神   | 桜花賞                 | JpnI   | 芝1600m（良） | 18   | 2    | 4    | 304.6（17人）  | 12着 | 1:35.5 (35.1)     | -1.8     | 鮫島良太 | 55        | ダイワスカーレット     |
| 0000.06.17 | 福島   | バーデンバーデンC      | OP     | 芝1200m（良） | 12   | 2    | 2    | 004.00（2人）  | 01着 | 1:07.3 (34.9)     | -0.0     | 吉田隼人 | 49        | （シルヴァーゼット）   |
| 0000.07.15 | 新潟   | アイビスサマーダッシュ | JpnIII | 芝1000m（重） | 18   | 2    | 3    | 008.20（5人）  | 03着 | 0:55.2 (33.4)     | -0.1     | 後藤浩輝 | 51        | サンアディユ           |
| 0000.08.26 | 札幌   | キーンランドC          | JpnIII | 芝1200m（良） | 15   | 7    | 14   | 007.10（4人）  | 01着 | 1:08.6 (34.6)     | -0.1     | 横山典弘 | 51        | （アグネスラズベリ）   |
| 0000.09.30 | 中山   | スプリンターズS        | GI     | 芝1200m（不） | 16   | 7    | 14   | 013.50（6人）  | 08着 | 1:10.0 (36.3)     | -0.6     | 後藤浩輝 | 53        | アストンマーチャン     |
| 0000.10.21 | 福島   | 福島民友C              | OP     | 芝1200m（良） | 16   | 7    | 14   | 002.60（1人）  | 02着 | 1:09.5 (35.5)     | -1.2     | 後藤浩輝 | 55        | サープラスシンガー     |
| 2008.07.20 | 新潟   | アイビスサマーダッシュ | JpnIII | 芝1000m（良） | 18   | 2    | 3    | 008.30（3人）  | 05着 | 0:54.5 (32.8)     | -0.3     | 後藤浩輝 | 54        | カノヤザクラ           |
| 0000.09.14 | 中山   | 京成杯オータムH        | GIII   | 芝1600m（良） | 16   | 3    | 6    | 034.5（11人）  | 14着 | 1:33.8 (37.3)     | -1.7     | 吉田隼人 | 54        | キストゥヘヴン         |
| 2009.04.12 | 中山   | 春雷S                  | OP     | 芝1200m（良） | 13   | 1    | 1    | 012.90（7人）  | 10着 | 1:09.2 (35.1)     | -1.0     | 蛯名正義 | 54        | アポロフェニックス     |

1. ↑  1位入線

## 引退後
引退後は生まれ故郷の富菜牧場で繁殖牝馬として繋養された。牧場での呼び名は「親分（おやびん）」「チュー」「チョコちゃん」。2021年に入り、2018年と2019年に流産や死産を記録、2020年に産んだホッコータルマエの牡馬が難産であったことや、簡易な治療も普通にはできない激しい気性が依然として落ち着かないこと、もともと出産自体が重かったことからこれ以上のリスクは踏めないと判断されたことに加え、後継の牝馬が牧場に戻ってきて繁殖生活を送っていることから繁殖登録を抹消して以降も富菜牧場にて、リードホースとして繋養されている。。また2021年後期からの引退名馬繋養展示事業の助成対象馬となった。

### 産駒一覧
|       | 生年   | 馬名               | 性 | 毛色   | 父                 | 馬主                                                             | 管理調教師                                                                   | 戦績                       | 主な勝利競走 | 供用         | 出典   |
| ----- | ------ | ------------------ | -- | ------ | ------------------ | ---------------------------------------------------------------- | ---------------------------------------------------------------------------- | -------------------------- | ------------ | ------------ | ------ |
| 初仔  | 2010年 | プラリネ           | 牝 | 鹿毛   | アドマイヤムーン   | （株）ヒダカ・ブリーダーズ・ユニオン →冨菜勝美                   | 美浦・国枝栄 →北海道・原孝明                                                 | 12戦0勝（うち地方4戦0勝）  |              | （繁殖牝馬） | [ 20 ] |
| 2番仔 | 2011年 | ガトーオペラ       | 牡 | 鹿毛   | タイキシャトル     | （株）ヒダカ・ブリーダーズ・ユニオン                             | 美浦・天間昭一                                                               | （不出走）                 |              | （引退）     | [ 21 ] |
| 3番仔 | 2012年 | ペルージャ         | 牝 | 黒鹿毛 | マツリダゴッホ     | （株）ヒダカ・ブリーダーズ・ユニオン →佐藤弘樹 →（有）ホースケア | 美浦・国枝栄 →金沢・金田一昌 →笠松・山中輝久 →金沢・服部健一 →金沢・川添明弘 | 50戦2勝（うち地方47戦2勝） |              | （引退）     | [ 22 ] |
| 4番仔 | 2013年 | アンナトルテ       | 牝 | 鹿毛   | エンパイアメーカー | （株）ヒダカ・ブリーダーズ・ユニオン                             | 美浦・奥村武                                                                 | 5戦1勝                     |              | （繁殖牝馬） | [ 23 ] |
| 5番仔 | 2014年 | ライデンバローズ   | 牡 | 芦毛   | クロフネ           | 猪熊広次                                                         | 栗東・藤岡健一                                                               | 28戦3勝                    |              | （引退）     | [ 24 ] |
| 6番仔 | 2015年 | トーホウキャサリン | 牝 | 黒鹿毛 | キングズベスト     | 東豊物産（株）                                                   | 美浦・古賀史生                                                               | 8戦0勝                     |              | （繁殖牝馬） | [ 25 ] |
| 7番仔 | 2016年 | アクティブガール   | 牝 | 黒鹿毛 | グランプリボス     | 平川浩之 →坂田行夫 →（同）JPN技研                                | 栗東・坂口智康 →金沢・菅原欣也 →佐賀・武藤敏明                               | 25戦0勝（うち地方22戦0勝） |              | （引退）     | [ 26 ] |
| 8番仔 | 2017年 | ネガワンニダ       | 牡 | 黒鹿毛 | トーセンラー       | （有）ミルファーム →（株）ファーストビジョン                     | 美浦・本間忍 →金沢・加藤和宏                                                 | 12戦0勝（うち地方7戦0勝）  |              | （引退）     | [ 27 ] |
| 9番仔 | 2020年 | メイショウカリウド | 牡 | 黒鹿毛 | ホッコータルマエ   | 松本好雄                                                         | 栗東・武幸四郎                                                               | 1戦0勝                     |              | （引退）     | [ 28 ] |

## エピソード
- 本馬が生まれた際、身体が下半身しか出てないにもかかわらず勝手に動き出し、母馬の力みを無視して上半身を出した。その後、牧場関係者の助けを無視して10分後に立ち上がると呆然とした牧場関係者をよそにミルクの催促に母馬を蹴っていた[29]。
- クーヴェルチュールが競走年齢になり国枝厩舎に入厩した際、あまりの気性の悪さに関係者は困惑したが、当時の国枝厩舎には気性の荒い新入り馬には古馬のいる厩舎の廊下を歩かせる儀式があり、大柄で風格のある古馬たちに会わせて睨まれたり格付けすれば大人しくなるだろうと関係者は思っていたが目論みは外れ、古馬たちは彼女を一目見るや観念して頭を引っ込め｢厩舎のボス｣と認定した 。儀式翌日、トレセン内の調教にて、本来は先輩達の後ろにくっついてリードしてもらうところを、クーヴェルチュールは古馬率いて隊列の先頭を堂々と歩いていた[30]。

- 獣医と注射が大の苦手で、現役競走馬時代では目の怪我を負い目薬をさすこととなったが猛烈に暴れてしまうため治療、獣医等の安全のため広い病院馬房に入院させた。クーヴェルチュールのレース調整ができなくなった陣営は予定されていたレースの出走の回避を決定することとなった。[31] [32]繁殖牝馬時代も同様に暴れるため富菜内の獣医からブラックリストに入っていた[要出典]。なお先天的な蹄の薄さのための定期的な蹄のメンテナンスをしているときは、観念して大人しくしていた[要出典]。

- 縄張り意識が強く、自分に敵意を示す繁殖牝馬と侵入者に厳しいが、仔馬と小さい生き物には寛大に接している[33]。

- 日本最高齢でのレース出走を果たした競走馬ヒカルアヤノヒメとは幼馴染。しかし仲が良いわけではなく、クーヴェルチュールがヒカルアヤノヒメを追いかけまわしている関係であり、当歳時、2頭が写っている写真ではヒカルアヤノヒメがクーヴェルチュールに対して目を合わさないでいる様子が写されている[34]。

## 血統表
| クーヴェルチュールの血統      | クーヴェルチュールの血統                         | クーヴェルチュールの血統     | （血統表の出典）             | （血統表の出典） |
| 父系                          | ヌレイエフ系                                     | ヌレイエフ系                 | ヌレイエフ系                 | [ § 2 ]          |
| 父 *ブラックホーク 1994 鹿毛  | 父の父Nureyev 1977 鹿毛                          | Northern Dancer              | Nearctic                     | Nearctic         |
| 父 *ブラックホーク 1994 鹿毛  | 父の父Nureyev 1977 鹿毛                          | Northern Dancer              | Natalma                      |                  |
| 父 *ブラックホーク 1994 鹿毛  | 父の父Nureyev 1977 鹿毛                          | Special                      | Forli                        | Forli            |
| 父 *ブラックホーク 1994 鹿毛  | 父の父Nureyev 1977 鹿毛                          | Special                      | Thong                        |                  |
| 父 *ブラックホーク 1994 鹿毛  | 父の母*シルバーレーン 1985 黒鹿毛                | Silver Hawk                  | Roberto                      | Roberto          |
| 父 *ブラックホーク 1994 鹿毛  | 父の母*シルバーレーン 1985 黒鹿毛                | Silver Hawk                  | Gris Vitesse                 |                  |
| 父 *ブラックホーク 1994 鹿毛  | 父の母*シルバーレーン 1985 黒鹿毛                | Strait Lane                  | Chieftain                    | Chieftain        |
| 父 *ブラックホーク 1994 鹿毛  | 父の母*シルバーレーン 1985 黒鹿毛                | Strait Lane                  | Level Sands                  |                  |
| 母 ヒカリクリスタル 1995 鹿毛 | 母の父*ラッキーソブリン Lucky Soverign 1974 鹿毛 | Nijinsky                     | Northern Dancer              | Northern Dancer  |
| 母 ヒカリクリスタル 1995 鹿毛 | 母の父*ラッキーソブリン Lucky Soverign 1974 鹿毛 | Nijinsky                     | Flaming Page                 |                  |
| 母 ヒカリクリスタル 1995 鹿毛 | 母の父*ラッキーソブリン Lucky Soverign 1974 鹿毛 | Sovereign                    | Pardao                       | Pardao           |
| 母 ヒカリクリスタル 1995 鹿毛 | 母の父*ラッキーソブリン Lucky Soverign 1974 鹿毛 | Sovereign                    | Urshalim                     |                  |
| 母 ヒカリクリスタル 1995 鹿毛 | 母の母コステューム 1989 芦毛                     | *メンデス                    | *ベリファ                    | *ベリファ        |
| 母 ヒカリクリスタル 1995 鹿毛 | 母の母コステューム 1989 芦毛                     | *メンデス                    | Miss Carina                  |                  |
| 母 ヒカリクリスタル 1995 鹿毛 | 母の母コステューム 1989 芦毛                     | テンプルバンブー             | *プロント                    | *プロント        |
| 母 ヒカリクリスタル 1995 鹿毛 | 母の母コステューム 1989 芦毛                     | テンプルバンブー             | ニンバスバンブー             |                  |
| 母系(F-No.)                   | 種正系(FN:5-h)                                   | 種正系(FN:5-h)               | 種正系(FN:5-h)               | [ § 3 ]          |
| 5代内の近親交配               | Northern Dancer 3×4 = 18.75%                     | Northern Dancer 3×4 = 18.75% | Northern Dancer 3×4 = 18.75% | [ § 4 ]          |
| 出典                          | 1. 2. 3. 4.                                      | 1. 2. 3. 4.                  | 1. 2. 3. 4.                  | 1. 2. 3. 4.      |

- 母ヒカリクリスタルはゴールデンティアラ賞の勝ち馬、兄にスキップジャック（京王杯2歳ステークス）[36]。